# یادگیری‌پذیری
یادگیری‌پذیری (به انگلیسی: Learnability) کیفیتی از محصولات و رابط‌ها است که به کاربران امکان می‌دهد تا به سرعت با آنها آشنا شوند و بتوانند از تمام ویژگی‌ها و توانایی‌های آنها به خوبی بهره‌گیری کنند.
در آزمون نرم‌افزار، یادگیری‌پذیری، طبق استاندارد ISO/IEC 9126، توانایی یک محصول نرم‌افزاری است که به کاربر توانایی یادگیری شیوهٔ کاربرد آن را می‌دهد. یادگیری‌پذیری ممکن است به عنوان جنبه‌ای از کاربردپذیری در نظر گرفته شود و در طراحی برنامه‌های کاربردی نرم‌افزاری پیچیده مورد توجه قرار گیرد.
یادگیری‌پذیری در فرهنگ واژگان استاندارد اصطلاحات به‌کاررفته در آزمون نرم‌افزار که توسط هیئت بین‌المللی صلاحیت آزمون نرم‌افزاری منتشر شده‌است، تعریف شده‌است.
در تئوری یادگیری محاسباتی، یادگیری‌پذیری تجزیه و تحلیل ریاضی یادگیری ماشینی است. همچنین در اکتساب زبان در استدلال‌های زبان‌شناسی به کار می‌رود.